# Leonurus
Leonurus és un gènere de plantes de flors de la família Lamiaceae.
L. japonicus és una de les 50 herbes fonamentals de la medicina tradicional xinesa. És coneguda com a yìmǔcǎo (益母草) a la Xina.

## Taxonomia
- Leonurus aconitifolius
- Leonurus africanus
- Leonurus alpinus
- Leonurus altaicus
- Leonurus altissimus
- Leonurus ambigium
- Leonurus artemisia
- Leonurus bungeanus
- Leonurus campestris
- Leonurus canescens
- Leonurus capitatus
- Leonurus cardiaca
- Leonurus chaituroides
- Leonurus comosus
- Leonurus condensatus
- Leonurus cordifolius
- Leonurus crispus
- Leonurus cuneifolius
- Leonurus deminutus
- Leonurus discolor
- Leonurus dschungaricus
- Leonurus eriophorus
- Leonurus eriostachys
- Leonurus farinosus
- Leonurus galeobdolon
- Leonurus germanica
- Leonurus glabra
- Leonurus glabriflorus
- Leonurus glaucescens
- Leonurus globosus
- Leonurus grandiflorus
- Leonurus illyricus
- Leonurus incanus
- Leonurus indicus
- Leonurus intermedius
- Leonurus japonicus
- Leonurus javanicus
- Leonurus kudrjaschevii
- Leonurus kuprijanoviae
- Leonurus lacerus
- Leonurus lanatus
- Leonurus macranthus
- Leonurus malebaricus
- Leonurus manshuricus
- Leonurus marrubiastrum
- Leonurus marrubifolius
- Leonurus membranifolius
- Leonurus mexicanus
- Leonurus mollis
- Leonurus mongolicus
- Leonurus multifidus
- Leonurus neglectus
- Leonurus nepetaefolius
- Leonurus nuristanicus
- Leonurus oblongifolius
- Leonurus occidentalis
- Leonurus oreades
- Leonurus panzerioides
- Leonurus parviflorus
- Leonurus persicus
- Leonurus pseudo
- Leonurus pseudopanzerioides
- Leonurus pubescens
- Leonurus quinquelobatus
- Leonurus reticulatus
- Leonurus royleanus
- Leonurus ruderalis
- Leonurus sibiricus
- Leonurus superbus
- Leonurus supinus
- Leonurus tataricus
- Leonurus tibeticus
- Leonurus trilobatus
- Leonurus tuberiferus
- Leonurus turkestanicus
- Leonurus urticifolius
- Leonurus villosissimus
- Leonurus villosus
- Leonurus wutaishanicus